# Bisschopskwartier
Het Bisschopskwartier is een oud rooms-katholiek buurtje in de vierhoek Butjesstraat, Pausgang, Hardewikerstraat en Kleine Butjesstraat, tussen de Oude Ebbingestraat en de Oude Boteringestraat in het centrum van de Nederlandse stad Groningen.

## Geschiedenis

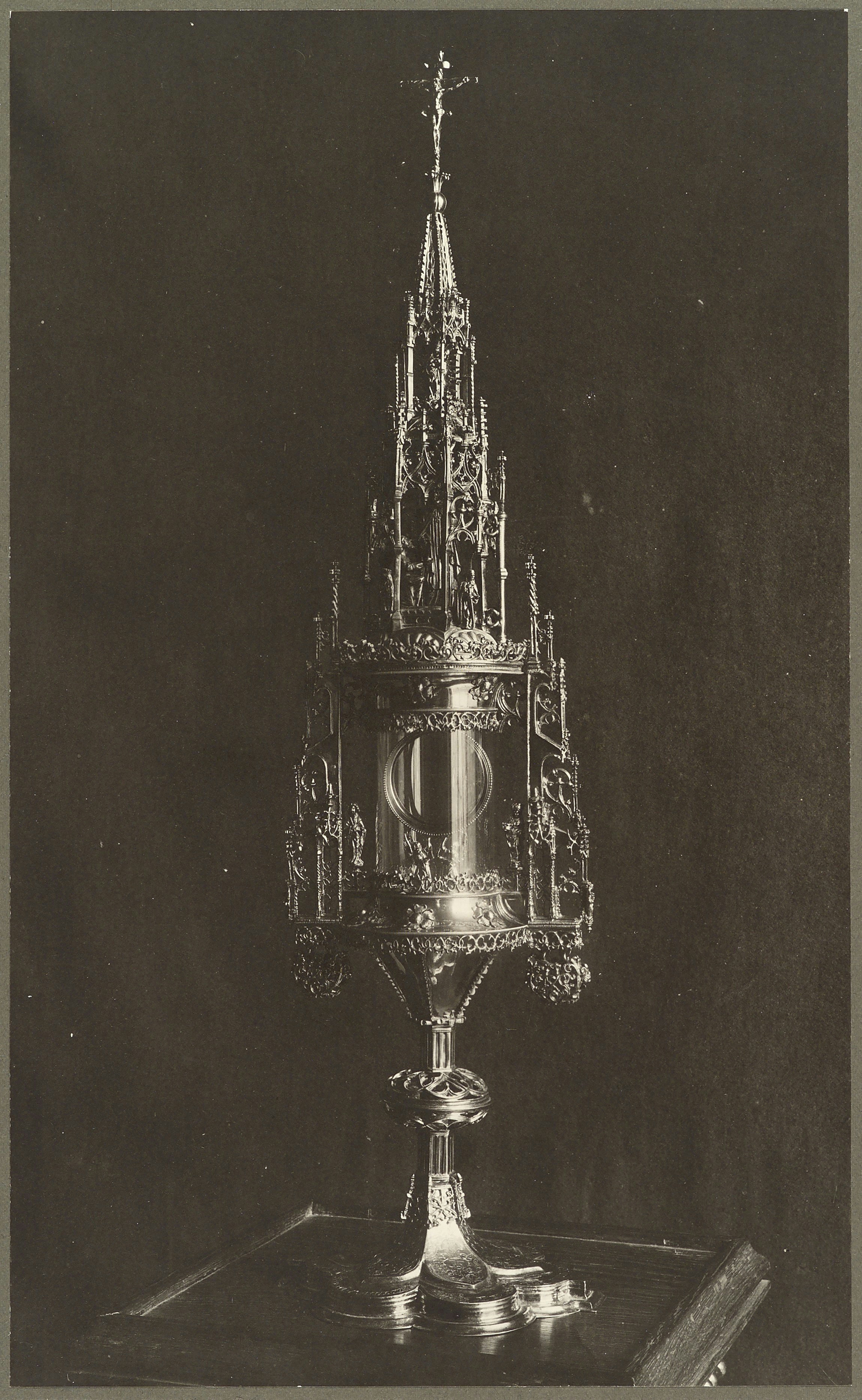
Monstrans uit het Liefdesgesticht

In 1687 stond er in de Pausgang al een rooms-katholiek tehuis. In latere jaren werd dit tehuis omgebouwd tot schuilkerk. Die functie hield het tot 1794. In dat jaar werd de kerk gesloten en nam de rooms-katholieke gemeente het gebouw als armenhuis in gebruik. Ruim vijftig jaar later, in 1847, kochten de Zusters van Liefde van Tilburg een aangrenzend huis, van waaruit zij zich met de verzorging van hulpbehoevenden gingen bezig houden. Het armenhuis dat ook door de zusters geleid werd kreeg al spoedig de naam van Instelling van Liefde of Liefdesgesticht. Het bevatte aanvankelijk een afdeling voor weesmeisjes en een bewaarschool. 
Later werden alleen de bejaarden nog in het tehuis opgenomen. Bij de verbouwing van 1926 kreeg het tehuis de naam Maria Pension.
In 1977 verhuisde het naar Corpus den Hoorn en werd daar voortgezet onder de naam Maartenshof.

## Huidige situatie
De buurt heeft tegenwoordig vooral een de binnenstadsfunctie en door ontzuiling en ontkerkelijking is het rooms-katholieke karakter sterk verminderd. De Sint-Michaëlschool en de straatnamen 't Klooster, Pausgang en Weeshuisgang zijn de enige overblijfselen van het rooms-katholieke verleden van de buurt.